# Pyrilia
Pyrilia é um gênero de aves da família Psittacidae.
As seguintes espécies são reconhecidas:
- Pyrilia haematotis (Sclater, PL & Salvin, 1860)
- Pyrilia pulchra (Berlepsch, 1897)
- Pyrilia barrabandi (Kuhl, 1820)
- Pyrilia pyrilia (Bonaparte, 1853)
- Pyrilia caica (Latham, 1790)
- Pyrilia vulturina (Kuhl, 1820)
- Pyrilia aurantiocephala (Gaban-Lima, Raposo & Höfling, 2002)